# 異鰾鰍鮀
异鳔鳅鮀（学名：Xenophysogobio boulengeri）为輻鰭魚綱鯉形目鲤科異鰾鰍鮀屬的鱼类。分布于中国长江中上游等，體長可達12.1公分。该物种的模式产地在四川。
1929年由张春霖命名，为中国鱼类学家首次独自发表的鱼类新种。